# Geastrum

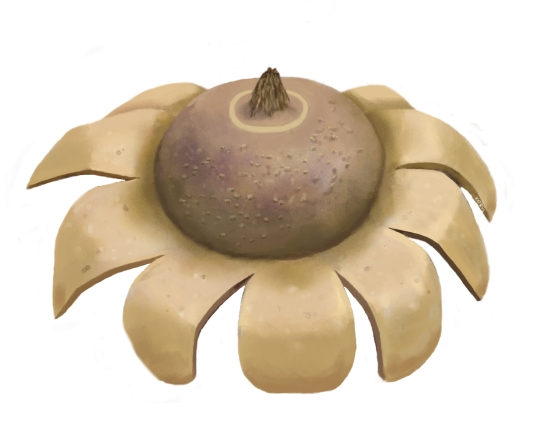
Gwiazdosz brodawkowaty

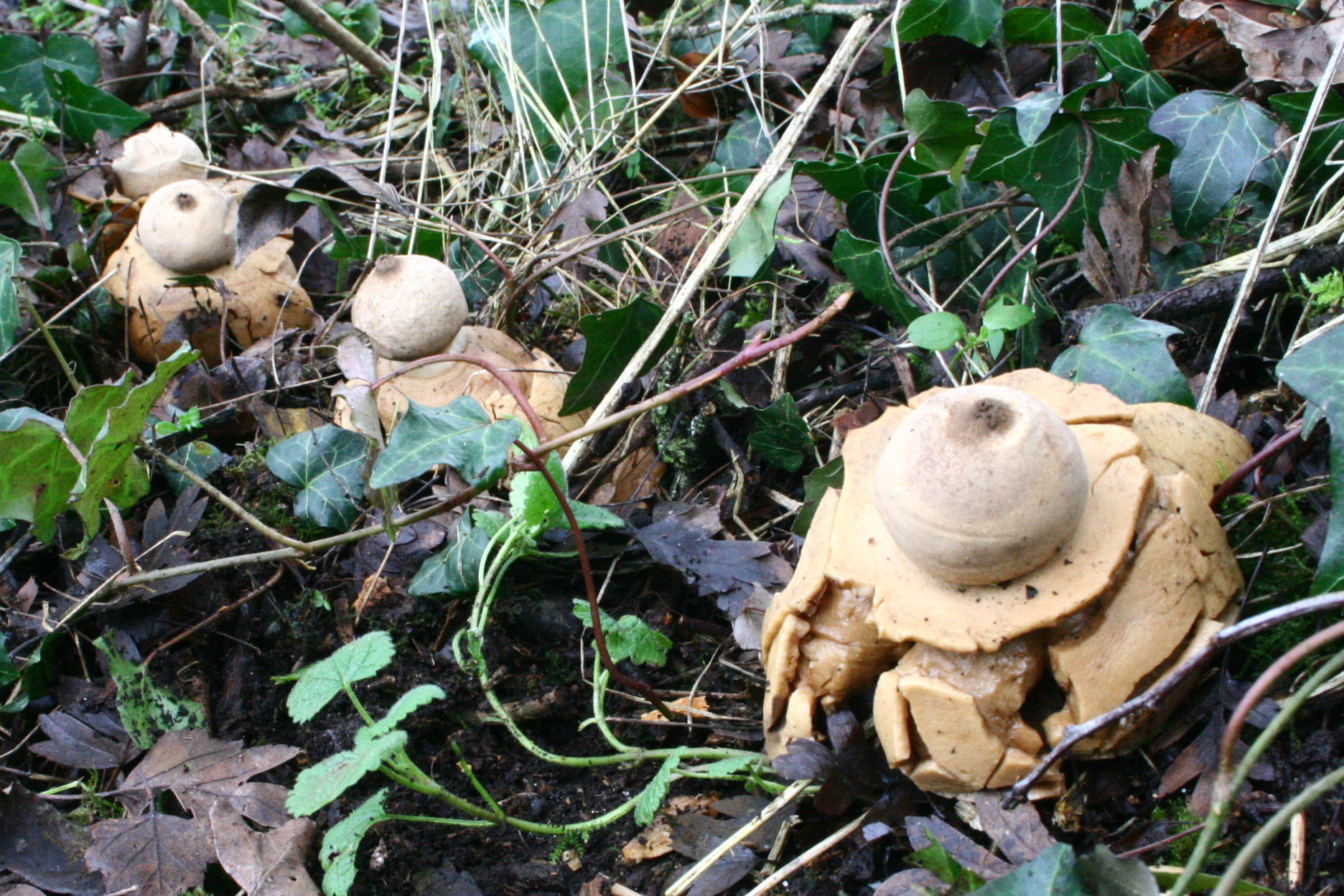
Gwiazdosz potrójny

Geastrum Pers. (gwiazdosz) – rodzaj grzybów należący do rodziny gwiazdoszowatych (Geastraceae).

## Charakterystyka
Naziemne grzyb saprotroficzne. Owocniki początkowo niepozorne, kuliste lub spłaszczone. Okrywa zewnętrzna pęka na cztery lub więcej płatków, które rozchylając się tworzą gwiaździste owocniki. Okrywa wewnętrzna jest kulista, siedząca lub wzniesiona na niewielkiej nóżce, znajduje się w niej masa zarodników. Zarodniki wydostają się przez otwór w szczycie. Wysyp zarodników brązowy, czarnobrązowy. Zarodniki okrągławe, brodawkowato-kolczaste, bez pory rostkowej.

## Systematyka i nazewnictwo
Pozycja w klasyfikacji według Index Fungorum: Geastraceae, Geastrales, Phallomycetidae, Agaricomycetes, Agaricomycotina, Basidiomycota, Fungi.
Takson utworzył Christiaan Hendrik Persoon w 1794 r. Synonimy naukowe:
Anthropomorphus Seger, (1745)
Astrocitum Raf., Med. Repos.,
Astrycum Raf.,
Coilomyces Berk. & M.A. Curtis,
Geaster P. Micheli,
Geaster P. Micheli ex Fr.,
Geasteropsis Hollós,
Glycydiderma Paulet,
Plecostoma Desv.,
Trichaster Czern.
Polską nazwę podał Feliks Teodorowicz w 1939 r., dawniej w polskim piśmiennictwie mykologicznym należące do tego rodzaju gatunki opisywane były jako promiennik, promieniak, gwiazda i geaster.
Gatunki występujące w Polsce:
- Geastrum berkeleyi Massee 1889 – gwiazdosz angielski
- Geastrum campestre Morgan 1887 – gwiazdosz szorstki
- Geastrum corollinum (Batsch) Hollós 1904 – gwiazdosz brodawkowy
- Geastrum coronatum Pers. 1801 – gwiazdosz koronowaty
- Geastrum elegans Vittad. 1842 – gwiazdosz bury
- Geastrum fimbriatum Fr. 1829 – gwiazdosz frędzelkowany
- Geastrum floriforme Vittad. 1842 – gwiazdosz kwiatuszkowaty
- Geastrum fornicatum (Huds.) Hook. 1821 – gwiazdosz wzniesiony
- Geastrum hungaricum Hollós 1901 – gwiazdosz węgierski[5]
- Geastrum lageniforme Vittad. 1842 – gwiazdosz baryłkowaty
- Geastrum melanocephalum (Czern.) V.J. Staněk 1956 – gwiazdosz czarnogłowy
- Geastrum minimum Schwein. 1822 – gwiazdosz najmniejszy
- Geastrum pectinatum Pers. 1801 – gwiazdosz długoszyjkowy
- Geastrum pseudostriatum Hollós 1901 – gwiazdosz chropowaty
- Geastrum quadrifidum DC. ex Pers. 1794 – gwiazdosz czteropromienny
- Geastrum rufescens Pers. 1801 – gwiazdosz rudawy
- Geastrum saccatum Fr. 1829– gwiazdosz workowaty
- Geastrum smardae V.J. Staněk 1956[6]
- Geastrum schmidelii Vittad. 1842 – gwiazdosz malutki
- Geastrum striatum DC. 1805 – gwiazdosz prążkowany
- Geastrum triplex Jungh. 1840 – gwiazdosz potrójny

Nazwy naukowe na podstawie Index Fungorum. Wykaz gatunków i nazwy polskie według Władysława Wojewody, Komisji ds. Nazewnictwa Grzybów i in..

## Ochrona
Do 2014 roku wszystkie rodzime gatunki z tego rodzaju były objęte w Polsce ścisłą ochroną gatunkową. Z wejściem w życie nowej ustawy 1 marca 2015 r. z ochrony zostały wyłączone: gwiazdosz frędzelkowany, gwiazdosz najmniejszy, gwiazdosz potrójny, gwiazdosz prążkowany oraz gwiazdosz rudawy. Gwiazdosz brodawkowy i gwiazdosz czteropromienny znajdują się pod ochroną częściową.